# Ministero della solitudine
Il Ministero della solitudine è un ministero del governo britannico, incaricato di risolvere i problemi sociali legati alla solitudine. Il Ministero è stato fondato il 17 gennaio 2018 ed affidato per la prima volta a Tracey Crouch.

## Storia

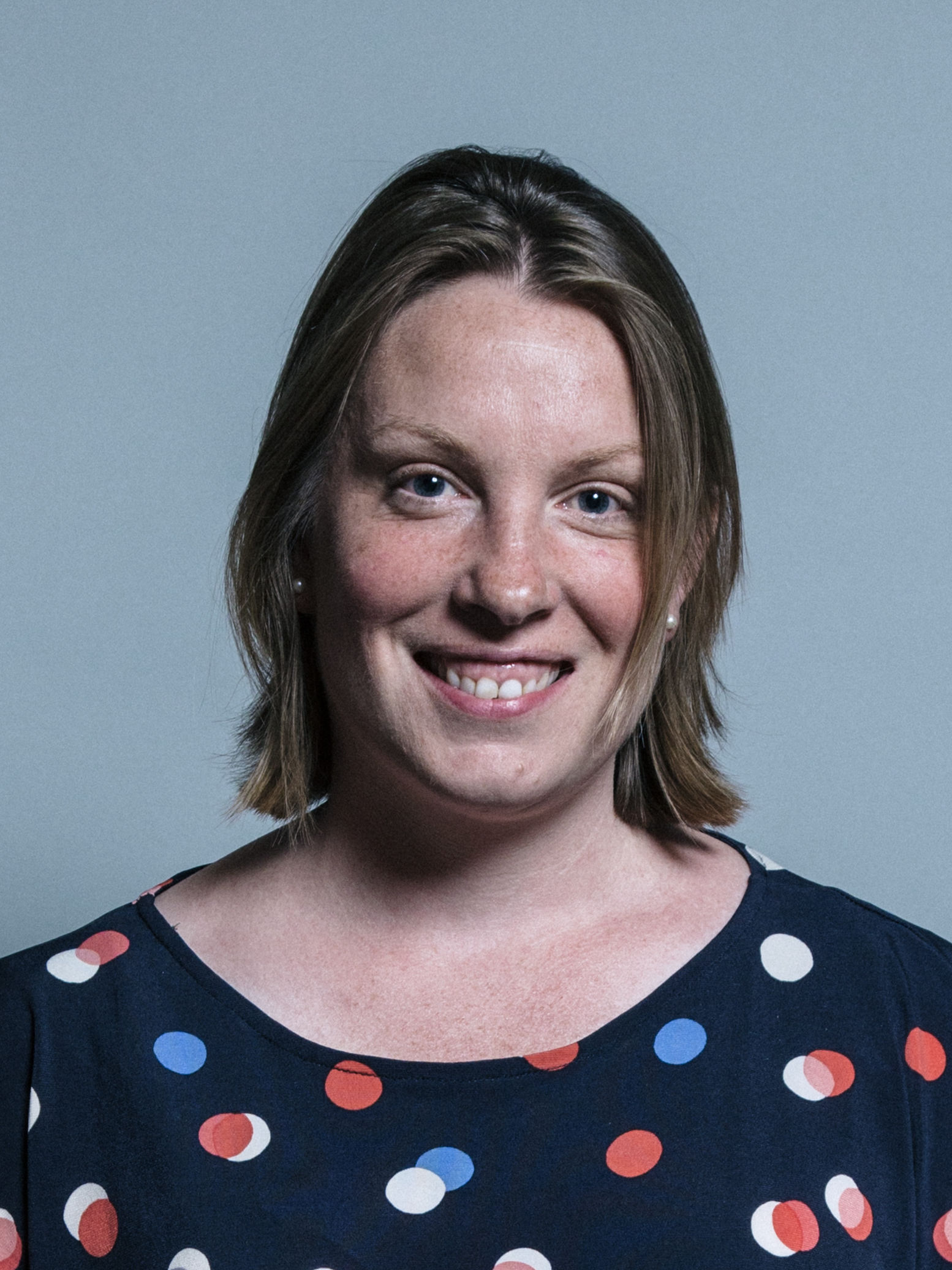
Ritratto istituzionale del Ministro Tracey Crouch, prima incaricata del nuovo ruolo ministeriale.

Fondato il 17 gennaio 2018 e affidato a Tracey Crouch, questo nuovo ruolo ministeriale ha rilevato il ruolo fino a quel momento occupato dalla Commissione per la solitudine fondata da Jo Cox.